# Push (musicien)
Pour les articles homonymes, voir Push.
Push est un pseudonyme de Mike Dierickx, DJ belge de musique trance. Il est principalement connu pour son tube planétaire Universal Nation sorti en 1998 sur le label Bonzai Records. Ce titre est souvent cité comme l'un des meilleurs morceaux de trance sorti cette année là.

## Discographie

### Albums studio
- 2000 - From Beyond
- 2004 - Electric Eclipse
- 2009 - Global Age
- 2018 - Together We Rule The World

### Singles
- 1998 : Universal Nation (reprise en 2017 par le groupe Scooter)
- 2000 : The Legacy
- 2001 : Strange World (reprise en 2003 par le groupe Scooter: Weekend!)
- 2002 : Dreams From Above, par "Globe vs Push"
- 2002 : Tranceformation, par "Push vs Globe"
- 2003 : Electric Eclipse
- 2004 : R.E.S.P.E.C.T
- 2004 : Live On
- 2005 : Fuego Caliente